# Quassia
Quassia is de botanische naam van een geslacht van tropische houtige planten uit de hemelboomfamilie (Simaroubaceae). Afhankelijk van de taxonomische opvatting telt het geslacht maar twee soorten, Quassia amara, uit Zuid-Amerika, de leverancier van het bitterhout of surinaams kwassiehout en Quassia africana, of ongeveer 40 soorten uit zowel Zuid-Amerika en het Caribisch gebied als Afrika en het Indopacifisch gebied (pantropisch), die bijna allemaal ook al eens in een ander geslacht beschreven zijn, met name in Simarouba en Simaba.
Onder anderen Hans Nooteboom, van het Nationaal Herbarium Nederland, was van mening dat Quassia een groot genus was, waarin de geslachten Simaba en Simarouba moesten opgaan. Hij heeft daartoe een groot aantal nieuwe combinaties in Quassia gepubliceerd. Clayton & al. hebben vrij recent een goed gefundeerde andere visie gepubliceerd, waarin de opvatting van een groot geslacht Quassia werd verworpen ten gunste van een opvatting waarin de groep uit ten minste drie genera zou bestaan.
Plant list erkent in 2020 34 soorten.